# 化學反應模型
化學反應模型（英語：chemical reaction model）將物理知識轉化為數學公式，可用於化學工程中實際問題的計算模擬。計算機模擬為研究各種條件下的化學過程提供了靈活性。化學反應的建模涉及求解描述每個組成成份的對流、擴散和反應源的守恆方程。

## 物質輸送方程
{\displaystyle {\frac {\partial (\rho Y_{i})}{\partial t}}+\nabla \cdot (\rho {\vec {v}}Y_{i})=-\nabla \cdot {\vec {J}}_{i}+R_{i}}
Ri是組成i通過化學反應的淨生產率，而Si是通過從分散相和給定的來源添加而產生的速率。Ji是組成i的擴散通量，它是由於濃度梯度而產生的，且在層流和紊流中不同。在紊流中，計算流體力學還考慮了紊流擴散率的影響。由於反應而產生的化學組成“i”的淨來源，Ri在組成輸送方程中作為源項出現，以組成之所有源項總和除以NR個反應方式計算。

## 反應模型
這些反應速率“R”可以通過以下模型計算：
1. 層流有限速率模型
2. 渦耗散模型
3. 渦耗散概念

### 層流有限速率模型
層流有限速率模型使用阿瑞尼斯表達式計算化學源項並忽略紊流波動。該模型為層流火焰提供了精確解，但為紊流火焰提供了不准確的解，在這種情況下，由於高度非線性的阿瑞尼斯化學動力學，紊流會嚴重影響化學反應速率。然而，該模型對於具有小紊流波動的燃燒可能是準確的，例如超音速火焰。

### 渦耗散模型
渦耗散模型或馬格努森模型基於馬格努森和耶爾塔格的工作，是一種紊流化學反應模型。大多數燃料燃燒速度很快，總反應速率由紊流混合控制。在非預混火焰中，紊流將燃料和氧化劑緩慢混合到反應區，並在那裡快速燃燒。在預混火焰中，紊流將冷反應物和熱產物緩慢混合到反應迅速發生的反應區。在這種情況下，燃燒被認為是混合限制的，並且可以安全地忽略複雜且通常未知的化學動力學。在這個模型中，化學反應受大渦混合時間尺度的控制。只要流動中存在紊流，燃燒就會開始。它不需要點火源來啟動燃燒。這種類型的模型對非預混燃燒有效，但對於預混火焰，假定反應物在進入計算模型時燃燒，這是該模型的缺點，因為在實踐中反應物需要一些時間達到著火溫度以開始燃燒。

### 渦耗散概念
渦耗散概念模型是渦耗散模型的擴展，包括紊流中詳細的化學機制。渦耗散概念模型試圖將精細結構的重要性納入燃燒很重要的紊流反應流中。渦耗散概念模型已被證明是有效的，無需改變各種預混和擴散控制燃燒問題的常數，無論是化學動力學比整體精細結構混合更快還是化學動力學具有主導影響的情況。